# Shtjefën Kostantin Gjeçov
Shtjefën Kostantin Gjeçov (Janjeva, 1874 – 14 ottobre 1929) è stato un religioso kosovaro.

## Biografia
Fu il compilatore ed estensore in forma scritta del Kanun di Lekë Dukagjini, la maggiore raccolta di diritto consuetudinario albanese.
Nel 1892 aderì all'Ordine Francescano, studiò teologia e diritto nelle università di Innsbruck e di Lovanio. Verso gli inizi del XX secolo si dedicò allo studio delle tradizioni e leggende albanesi (soprattutto quelle del nord) e cominciò a trascriverle ed a pubblicarle, dal 1913 sulla rivista Stella del mattino (Hylli i dritës) che si stampava a Scutari.
L'ultima versione del Kanun di Lekë Dukagjini fu stampata postuma nel 1933; nel 1929 il padre francescano era stato ucciso da un nazionalista serbo, in Kosovo.